# بحيرة نوكورين
بحيرة نوكورين هي بحيرة تقع في بلدية كونغسفينغر في مقاطعة هدمارك، النرويج.